# 屯垦戍边纪念碑

屯垦戍边纪念碑，也被称为铸剑为犁纪念碑是中华人民共和国新疆维吾尔自治区新疆生产建设兵团第八师石河子市象征着几代新疆生产建设兵团人奋斗精神的纪念碑。纪念碑于2009年9月27日落成，由利剑形象的主体部分和两侧花岗岩雕像组成。

## 纪念碑
屯垦戍边纪念碑由中国美术家协会雕塑艺委会主任盛杨设计。纪念碑有高1米有余、长约22米的基座，基座的饰面为印度红花岗岩。雕塑分为三部分，其主体为四棱锥的利剑形象雕像，由不锈钢焊接而成。高35.9米，雕像高度的寓意是1950年代由王震率领入疆，在荒漠戈壁屯垦戍边的八路军第三五九旅。利剑长约22米，宽约5米。利剑的剑身和剑柄处则是环绕的人物雕像，分别代表着工人、农民、军人、知识分子，他们同时代表新疆各民族。剑柄处由石料砌成，其上装饰有花纹浮雕。利剑同时还含有和平与正义之剑之意。
纪念碑东侧为花岗岩雕像，长超过8米，高7米有余，宽2米，为新疆维吾尔自治区版图之形状。雕像正面刻有八个镀金汉字“屯垦戍边千秋伟业”，背后则是内容以屯垦戍边为主题的赋文，其内容由兵团党委宣传部部长万卫平、第八师党委常委、副政委王希科合作完成。其下是九名军垦战士形象的雕像，他们或拉犁、或握枪、或抗粮、或牵马、或持坎土曼，展现的是三代兵团人屯垦戍边、艰苦奋斗的场景。纪念碑西侧花岗岩雕像较小，形状为石河子市版图，上刻有设计者盛杨的名字。该雕像上还有新疆生产建设兵团领导人张仲翰所作诗词。

## 地理位置
屯垦戍边纪念碑坐落在中华人民共和国新疆维吾尔自治区第八师石河子市军垦文化广场（原游憩广场）内，和新疆兵团军垦博物馆在同一中轴线上，二者相对。屯垦戍边纪念碑同时也是军垦1949文化旅游景区的一部分。

## 建立使用
屯垦戍边纪念碑是中华人民共和国成立60周年、新疆生产建设兵团成立55周年的献礼之作，于2009年9月27日落成。纪念碑常常作为石河子及周边地区学校和单位开展缅怀烈士、党日活动的地方，同时也常有前往石河子旅游的游客在此合影留念。